# Ozero Koldytjevskoje
Ozero Koldytjevskoje (ryska: Озеро Колдычевское) är en sjö i Belarus.   Den ligger i voblasten Brests voblast, i den centrala delen av landet, 120 km sydväst om huvudstaden Minsk. Ozero Koldytjevskoje ligger 180 meter över havet. Arean är 0,36 kvadratkilometer. Den sträcker sig 0,7 kilometer i nord-sydlig riktning, och 0,7 kilometer i öst-västlig riktning.
Trakten runt Ozero Koldytjevskoje består till största delen av jordbruksmark. Runt Ozero Koldytjevskoje är det ganska tätbefolkat, med 96 invånare per kvadratkilometer.